# کیکوت
کیکوت (صربی: Cikot}} یک منطقهٔ مسکونی در صربستان است.